# Răciula
Răciula è un comune della Moldavia situato nel distretto di Călărași di 2.604 abitanti al censimento del 2004.

## Località
Il comune è formato dall'insieme delle seguenti località (popolazione 2004):
- Răciula (2.054 abitanti)
- Parcani (550 abitanti)